# 阿達米夫卡 (弗拉季伊夫卡區)
47°49′44″N 30°40′9″E / 47.82889°N 30.66917°E
阿達米夫卡（烏克蘭語：Адамівка），是烏克蘭的村落，位於該國南部尼古拉耶夫州，由弗拉季伊夫卡區負責管轄，始建於1923年，面積1.44平方公里，海拔高度152米，人口455。